# Martín Montoya
Martín Montoya Torralbo (Gavà, 14 aprile 1991) è un calciatore spagnolo, difensore svincolato.
Nel 2012 è stato inserito nella lista dei migliori calciatori nati dopo il 1991, stilata da Don Balón.

## Carriera

### Club

#### Barcellona
Approda al Barcellona nel 2011, dopo aver giocato con il Barcellona Atlètic. Il 6 dicembre dello stesso anno realizza una rete in Champions League al BATE Borisov.
Ha vinto per tre volte la Primera Liga, nella quale conta 45 presenze e una rete (segnata al Rayo Vallecano il 27 ottobre 2012). Si è aggiudicato anche due coppe nazionali, una Supercoppa di lega e una Champions League (conquistata contro la Juventus).

#### Inter
Il 3 luglio 2015 viene ceduto all'Inter in prestito. Esordisce nel campionato italiano solamente il 12 dicembre, nella vittoria per 4-0 sull'Udinese. Va poi via dall'Inter dopo solo sei mesi.

#### Betis Siviglia, Valencia, Brighton
Il 1º febbraio 2016 il Betis Siviglia ufficializza l'acquisizione a titolo temporaneo del calciatore. Gioca 13 partite di campionato e fa ritorno al Barcellona.
Il 1º agosto dello stesso anno firma un contratto quadriennale con il Valencia. Dopo due anni passa a titolo definitivo al Brighton in Premier League.

#### Ritorno al Betis Siviglia e Aris Salonicco
Il 25 agosto 2020 torna in patria per rivestire la maglia del Betis Siviglia, indossata già 4 anni prima; il terzino cresciuto nella cantera del Barcellona, si accorda col club andaluso sottoscrivendo un contratto quadriennale.
Gioca poche partite in questa seconda esperienza a Siviglia e così l’8 agosto 2023, dopo aver rescisso il proprio contratto con il Betis, firma per i greci dell’Arīs Salonicco.

### Nazionale
Ha esordito con l'Under-21 spagnola nel 2011, in occasione di un'amichevole con i pari età della Danimarca (vinta 2-1 dagli iberici). Conta anche 4 presenze con la selezione catalana.

## Statistiche

### Presenze e reti nei club
Statistiche aggiornate al 29 gennaio 2024.
| Stagione            | Squadra             | Campionato          | Campionato | Campionato | Coppe nazionali | Coppe nazionali | Coppe nazionali | Coppe continentali | Coppe continentali | Coppe continentali | Altre coppe | Altre coppe | Altre coppe | Totale | Totale |
| Stagione            | Squadra             | Comp                | Pres       | Reti       | Comp            | Pres            | Reti            | Comp               | Pres               | Reti               | Comp        | Pres        | Reti        | Pres   | Reti   |
| ------------------- | ------------------- | ------------------- | ---------- | ---------- | --------------- | --------------- | --------------- | ------------------ | ------------------ | ------------------ | ----------- | ----------- | ----------- | ------ | ------ |
| 2008-2009           | Barcellona C        | SDB                 | 1          | 0          | -               | -               | -               | -                  | -                  | -                  | -           | -           | -           | 1      | 0      |
| 2009-2010           | Barcellona C        | SDB                 | 22+1       | 0          | -               | -               | -               | -                  | -                  | -                  | -           | -           | -           | 23     | 0      |
| Totale Barcellona C | Totale Barcellona C | Totale Barcellona C | 23+1       | 0          |                 | -               | -               |                    | -                  | -                  |             | -           | -           | 24     | 0      |
| 2010-2011           | Barcellona B        | SD                  | 30         | 0          | -               | -               | -               | -                  | -                  | -                  | -           | -           | -           | 30     | 0      |
| 2011-2012           | Barcellona B        | SD                  | 21         | 0          | -               | -               | -               | -                  | -                  | -                  | -           | -           | -           | 21     | 0      |
| Totale Barcellona B | Totale Barcellona B | Totale Barcellona B | 51         | 0          |                 | -               | -               |                    | -                  | -                  |             | -           | -           | 51     | 0      |
| 2010-2011           | Barcellona          | PD                  | 2          | 0          | CR              | 0               | 0               | UCL                | 0                  | 0                  | SS          | 0           | 0           | 2      | 0      |
| 2011-2012           | Barcellona          | PD                  | 7          | 0          | CR              | 2               | 0               | UCL                | 1                  | 1                  | SS+SU+Cmc   | 0           | 0           | 10     | 1      |
| 2012-2013           | Barcellona          | PD                  | 15         | 1          | CR              | 5               | 0               | UCL                | 3                  | 0                  | SS          | 1           | 0           | 24     | 1      |
| 2013-2014           | Barcellona          | PD                  | 13         | 0          | CR              | 4               | 0               | UCL                | 2                  | 0                  | SS          | 0           | 0           | 19     | 0      |
| 2014-2015           | Barcellona          | PD                  | 8          | 0          | CR              | 3               | 0               | UCL                | 1                  | 0                  | -           | -           | -           | 12     | 0      |
| Totale Barcellona   | Totale Barcellona   | Totale Barcellona   | 45         | 1          |                 | 14              | 0               |                    | 7                  | 1                  |             | 1           | 0           | 67     | 2      |
| 2015-gen. 2016      | Inter               | A                   | 3          | 0          | CI              | 1               | 0               | -                  | -                  | -                  | -           | -           | -           | 4      | 0      |
| gen.-giu. 2016      | Betis               | PD                  | 13         | 0          | CR              | -               | -               | -                  | -                  | -                  | -           | -           | -           | 13     | 0      |
| 2016-2017           | Valencia            | PD                  | 29         | 2          | CR              | 2               | 0               | -                  | -                  | -                  | -           | -           | -           | 31     | 2      |
| 2017-2018           | Valencia            | PD                  | 25         | 0          | CR              | 6               | 0               | -                  | -                  | -                  | -           | -           | -           | 31     | 0      |
| Totale Valencia     | Totale Valencia     | Totale Valencia     | 54         | 2          |                 | 8               | 0               |                    | -                  | -                  |             | -           | -           | 62     | 2      |
| 2018-2019           | Brighton            | PL                  | 25         | 0          | FACup+CdL       | 2+0             | 0               | -                  | -                  | -                  | -           | -           | -           | 27     | 0      |
| 2019-2020           | Brighton            | PL                  | 27         | 0          | FACup+CdL       | 0+0             | 0               | -                  | -                  | -                  | -           | -           | -           | 27     | 0      |
| Totale Brighton     | Totale Brighton     | Totale Brighton     | 52         | 0          |                 | 2               | 0               |                    | -                  | -                  |             | -           | -           | 54     | 0      |
| 2020-2021           | Betis               | PD                  | 5          | 0          | CR              | 3               | 1               | -                  | -                  | -                  | -           | -           | -           | 8      | 1      |
| 2021-2022           | Betis               | PD                  | 6          | 0          | CR              | 0               | 0               | UEL                | 4                  | 0                  | -           | -           | -           | 10     | 0      |
| 2022-2023           | Betis               | PD                  | 6          | 0          | CR              | 0               | 0               | UEL                | 0                  | 0                  | -           | -           | -           | 6      | 0      |
| Totale Betis        | Totale Betis        | Totale Betis        | 30         | 0          |                 | 3               | 1               |                    | 4                  | 0                  |             |             |             | 37     | 1      |
| 2023-2024           | Arīs Salonicco      | SLE                 | 19         | 0          | KE              | 3               | 0               | UECL               | 2                  | 0                  | -           | -           | -           | 25     | 0      |
| Totale carriera     | Totale carriera     | Totale carriera     | 278        | 3          |                 | 30              | 1               |                    | 13                 | 1                  |             | 1           | 0           | 323    | 5      |

## Palmarès

### Club

#### Competizioni nazionali
- Campionato spagnolo: 3

Barcellona: 2010-2011, 2012-2013, 2014-2015
- Coppa di Spagna: 3

Barcellona: 2011-2012, 2014-2015
Betis: 2021-2022
- Supercoppa di Spagna: 1

Barcellona: 2013

#### Competizioni internazionali
- UEFA Champions League: 1

Barcellona: 2014-2015

### Nazionale
- Campionato d'Europa Under-21: 2

Danimarca 2011, Israele 2013

### Individuale
- Inserito nella selezione UEFA dell'Europeo Under-21: 1

Israele 2013